# Життя Клима Самгіна (фільм)
«Життя Клима Самгіна» (рос. «Жизнь Клима Самгина») — радянський 14-серійний художній телефільм 1988 року, режисера Віктора Титова за однойменним романом Максима Горького. Знімався з 1983 року. Серіал вперше був показаний по телебаченню в березні — квітні 1988 року.

## Сюжет
Фільм описує життя російського інтелігента Клима Самгіна на тлі грандіозної панорами російського життя з 1877 по 1917 рік.

## Серії
| Епізод | Назва         | Час дії   | Місце дії                  | Основні події |
| ------ | ------------- | --------- | -------------------------- | --- |
| 1      | Дитинство     | 1877-1893 | Рідне місто Клима          | Народження в родині інтелігентів-лібералів. Отроцтво. Загибель Бориса Варавки. |
| 2      | Юність        | 1894      | Рідне місто Клима          | Навчання в старших класах гімназії. Перший сексуальний досвід з білошвачкою Маргаритою Вагановою. |
| 3      | Петербург     | 1895      | Санкт-Петербург            | Навчання в Санкт-Петербурзькому університеті. Нетривалий роман з Серафимою Нехаєвою. |
| 4      | Провінція     | 1896      | Рідне місто Клима          | Короткочасна поїздка на батьківщину. Знайомство з купцем Володимиром Лютовим. Смерть мужика під час підйому дзвону.                                                                                               |
| 5      | Москва        | 1896      | Москва                     | Гулянки у Лютова. Зустріч Миколи II. Ходинська катастрофа, під час якої гине кілька знайомих Клима. |
| 6      | Перед вибором | 1897-1899 | Москва                     | Перший обшук. Вінчання з Варварою Антиповою. Допомога марксисту Кутузову. Другий обшук і арешт. Відмова від співробітництва з жандармами.                                                                         |
| 7      | Самотність    | 1902      | Москва, провінція          | Адвокатська практика. Сцена селянського бунту. Зближення з постояльцем Мітрофановим. Зв'язок з Марією Никоновою. Зрада дружини.                                                                                   |
| 8      | Воскресіння   | 1904-1905 | Санкт-Петербург            | Кривава неділя. |
| 9      | Повстання     | 1905      | Москва                     | Другий арешт. Зіткнення з чорносотенцями під час похорону Туробоєва. Початок повстання в Москві. |
| 10     | Барикада      | 1905      | Москва                     | Поруч з будинком Клима зводиться барикада. Всупереч своїм бажанням, Самгін допомагає її захисникам. |
| 11     | Радення       | 1906-1908 | Русьгород                  | Купчиха Марина Зотова запрошує Клима як повіреного. З'ясовується, що вона — керманич сектантського «корабля». |
| 12     | За кордоном   | 1909-1912 | Женева, Париж, Лондон      | Зустріч з матір'ю. Самогубство Лютова. Спроба конкурентів Зотової підкупити Клима. Знайомство з творчістю Босха; в зображеному на картині «Спокуса Святого Антонія» святого в оточенні чудовиськ він бачить себе. |
| 13     | Зрілість      | 1912-1913 | Русьгород, Санкт-Петербург | Слідство у справі про вбивство Зотової. Смерть і похорони дружини. Початок адвокатської практики в Петербурзі. |
| 14     | Розпад        | 1914-1917 | Санкт-Петербург, фронт     | Гулянки у присяжного повіреного Прозорова. Роман з його дружиною Оленою. Перша світова війна. Лютнева революція.                                                                                                  |

## У ролях
- Андрій Руденський —  Клим Іванович Самгін
- Леонід Горелик —  Клим Іванович Самгін (в дитинстві)
- Олена Соловей —  Віра Петрівна Самгіна, мати Клима
- Ернст Романов —  Іван Якимович Самгін, батько Клима
- Армен Джигарханян —  Тимофій Степанович Варавка, вітчим Клима
- Валентина Якуніна —  Лідія Варавка
- Сергій Колтаков —  доктор Костянтин Макаров, друг Клима
- Яків Степанов —  Іван Дронов, друг Клима
- Світлана Крючкова —  Любов Сомова
- Сергій Бехтерєв —  Степан Томілін, домашній учитель Клима
- Михайло Глузський —  Яків Якимович Самгін, дядько Клима
- Михайло Данилов —  Катін, письменник
- Галина Чигинська —  дружина Катіна
- Наталя Єгорова —  Маргарита, перша жінка Клима
- Наталя Гундарева —  Марина Петрівна Зотова (Премірова)
- Олексій Жарков —  Володимир Васильович Лютов, купець 1-ї гільдії, друг Клима
- Андрій Болтнєв —  Попов, жандармський полковник
- Лариса Гузєєва —  Єлизавета Співак
- Євгенія Глушенко —  Марія Іванівна Никонова
- Олександр Галибін —  Діомідов/Микола II
- Світлана Смирнова —  Варвара Варфоломіївна Антипова, потім Самгіна, дружина Клима
- Олександр Суснін —  Суслов
- Андрейс Жагарс —  Степан Кутузов, марксист
- Віктор Михайлов —  Іноков, анархіст-експропріатор
- Олександр Калягін —  Іван Митрофанов/Яків Котельников, агент охоронки
- Наталія Лапіна —  Аліна Телепньова
- Ігор Владимиров —  Андрій Сергійович Прозоров, присяжний повірений, патрон Клима
- Наталія Данилова —  Олена Викентіївна Прозорова
- Сергій Маковецький —  Дмитро Самгін, брат Клима
- Сергій Лосєв —  доктор Сомов
- Владислав Дитковський —  Борис Варавка
- Андрій Харитонов —  Ігор Туробоєв
- Анатолій Рудаков —  двірник Микола
- Володимир Трещалов —  Сава Морозов
- Віктор Костецький —  Георгій Гапон
- Валентин Гафт —  Валерій Миколайович Трифонов, офіцер-п'яниця
- Ірина Мазуркевич —  Серафима Нехаєва, коханка Клима
- Валерій Кравченко —  Олександр Судаков, анархіст
- Любов Руденко —  Дуняша (Євдокія Стрешнєва), співачка, коханка Клима  (вокал — Євгенія Смольянинова)
- Володимир Сошальський —  Валентин Бєзбєдов, племінник чоловіка Зотової
- Всеволод Шиловський —  Захар Петрович Бєрдников, ділок
- Олексій Локтєв —  Григорій Попков, зять Бєрдникова
- Ірина Розанова —  Тося, співмешканка Дронова
- Любов Соколова —  Анфім'ївна
- Надія Бутирцева —  Аліна
- Віктор Бичков —  бджоляр
- Микола Дік —  чиновник
- Ірина Купченко —  дама на прийомі у адвоката
- Валентин Голубенко —  Кубасов, пічник
- Борис Берхін —  селянин
- Ігор Ерельт —  диякон Іпатіївський
- Віктор Проскурін —  Антон Никифорович Тагільський, слідчий
- Микола Боярський —  дядько Хрисанф, вітчим Варвари
- Валентин Букін —  мідник
- Віктор Євграфов —  Антон, чоловік Лідії Варавко
- Анатолій Слівніков —  кочегар
- Ігор Єфімов —  доктор
- Євген Платохін —  Филимон Матвійович, шкільний учитель
- Юрій Гур'янов —  проповідник
- Андрій Щукін —  буржуй-оратор
- Любов Тищенко —  Павла

## Знімальна група
- Режисер — Віктор Титов
- Сценаристи — Олександр Лапшин, Віктор Титов
- Оператор — Володимир Ільїн
- Композитор — Микола Мартинов
- Художник — Юрій Пугач